# Norra Märdetjärnen
Norra Märdetjärnen är en sjö i Dals-Eds kommun i Dalsland och ingår i Göta älvs huvudavrinningsområde. Norra Märdetjärn ligger i Trestickla-Boksjön Natura 2000-område.